# Stenandrium dulce
Stenandrium dulce är en akantusväxtart som först beskrevs av Antonio José Cavanilles, och fick sitt nu gällande namn av Christian Gottfried Daniel Nees von Esenbeck. Stenandrium dulce ingår i släktet Stenandrium och familjen akantusväxter. Utöver nominatformen finns också underarten S. d. floridana.

## Bildgalleri

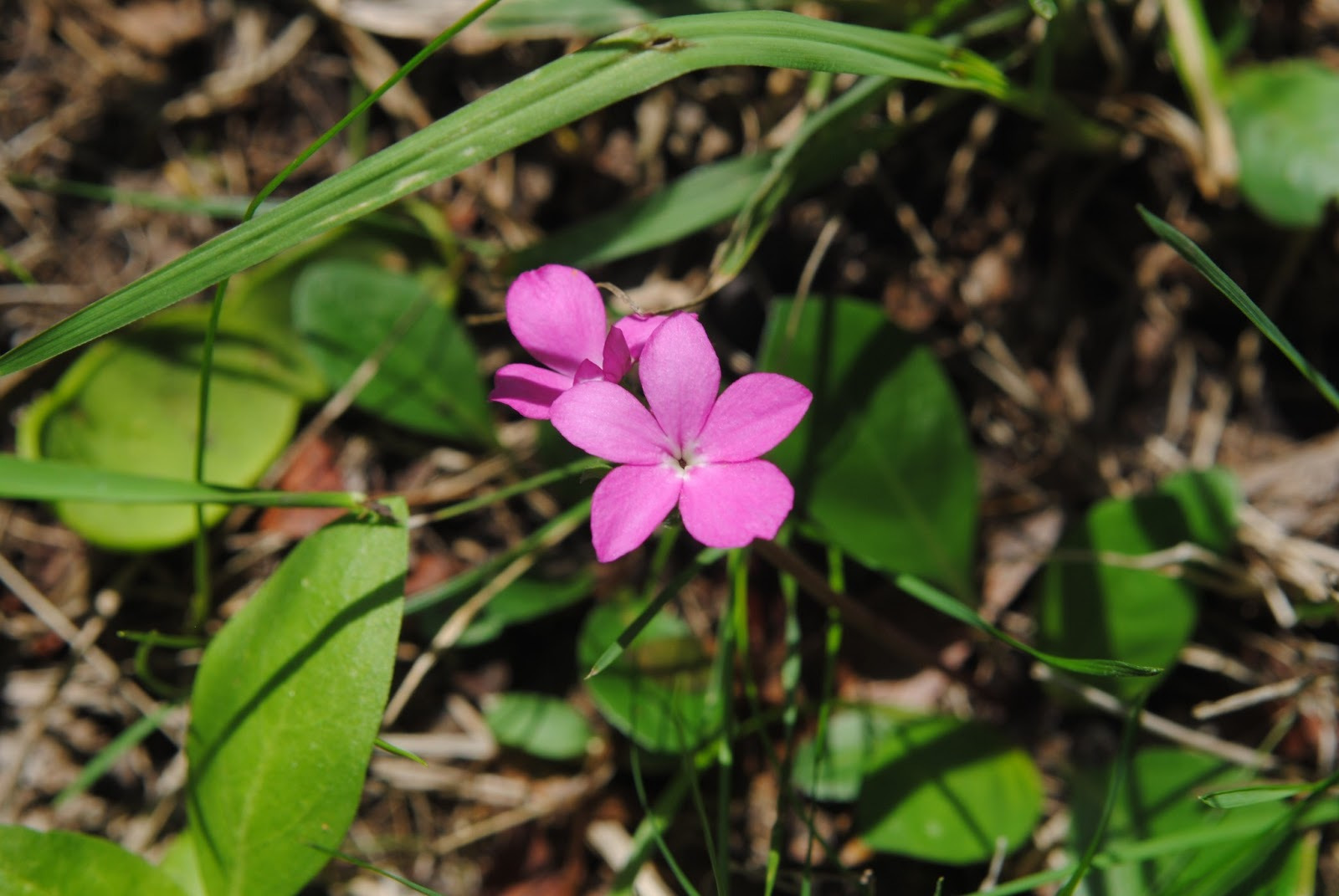
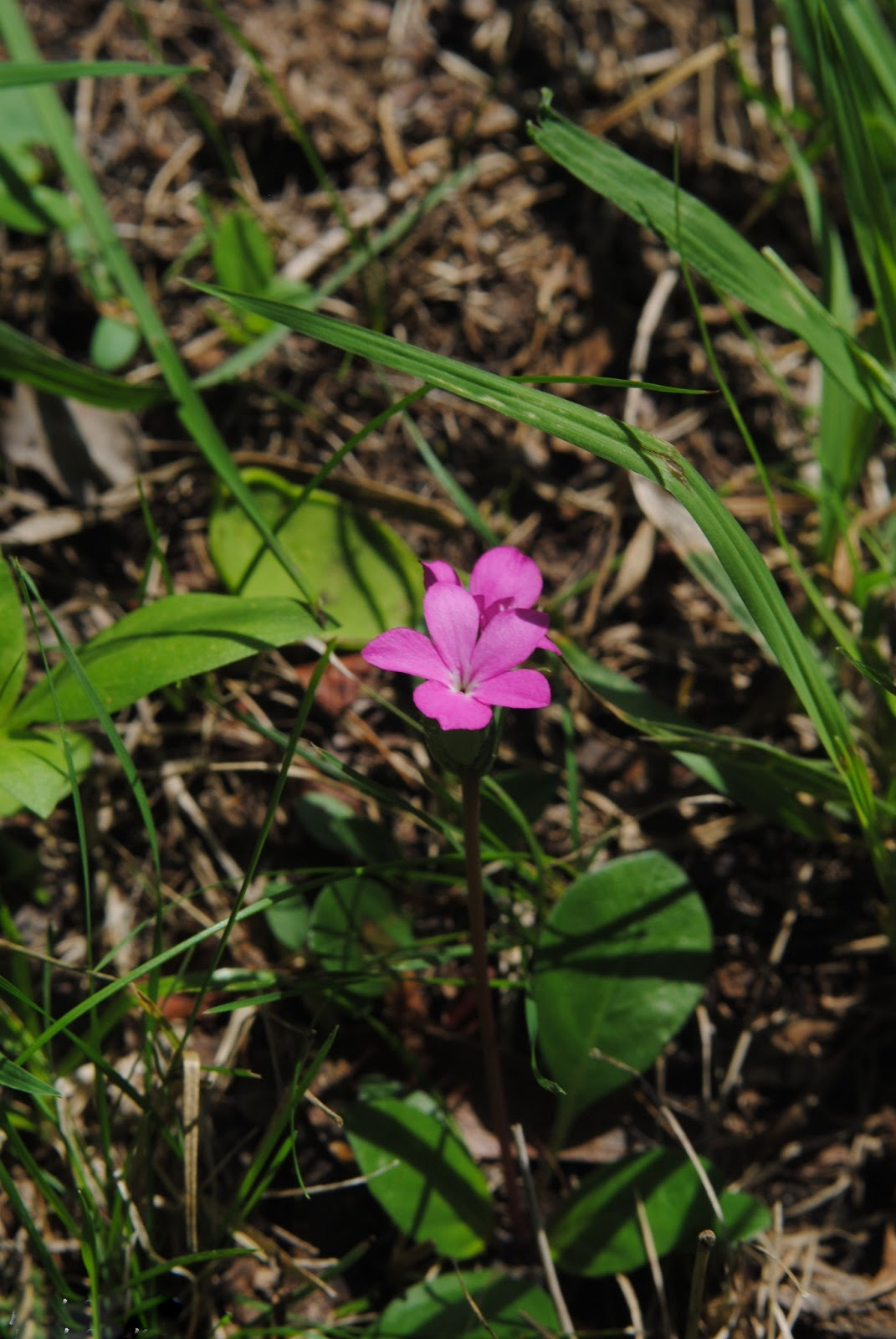
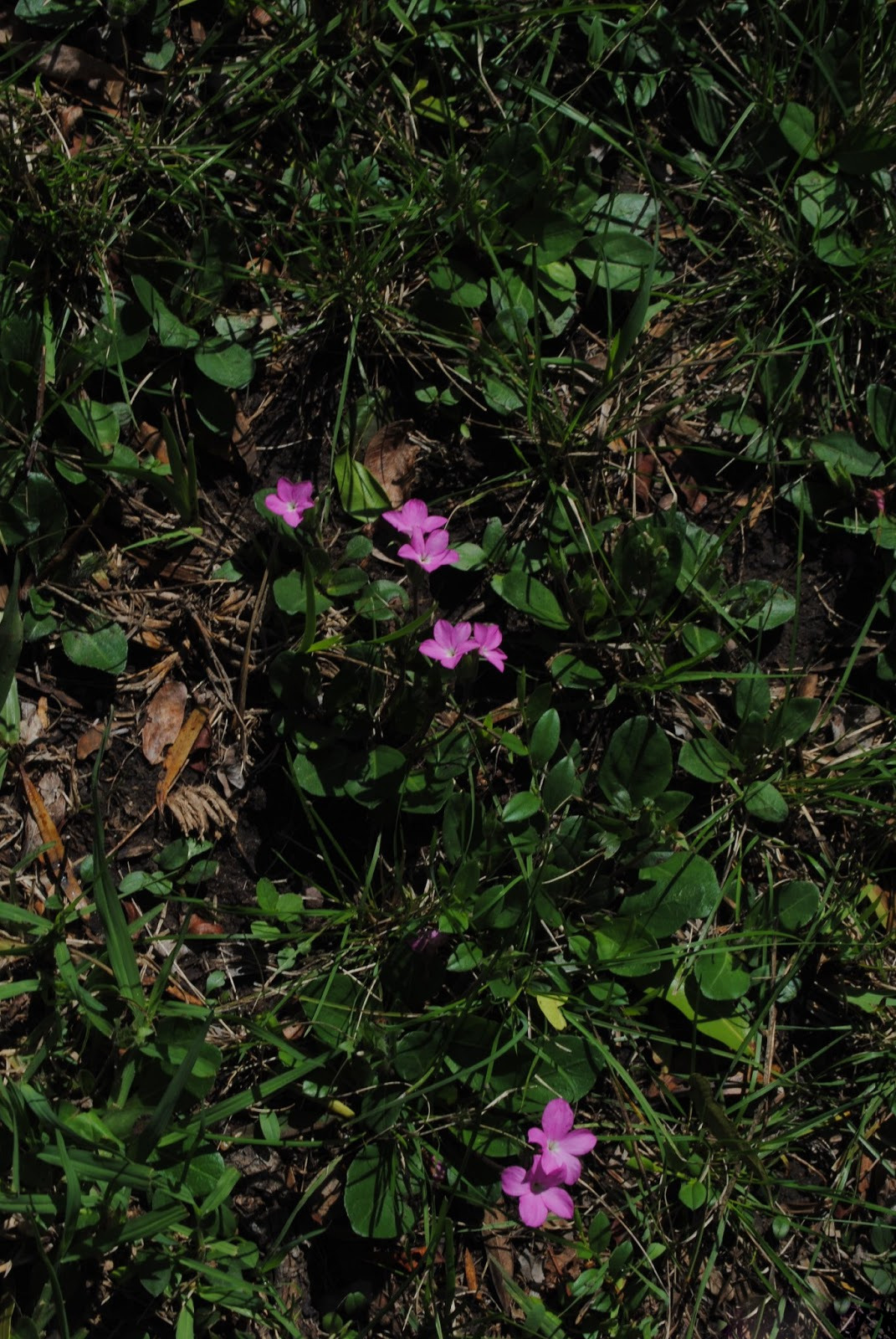
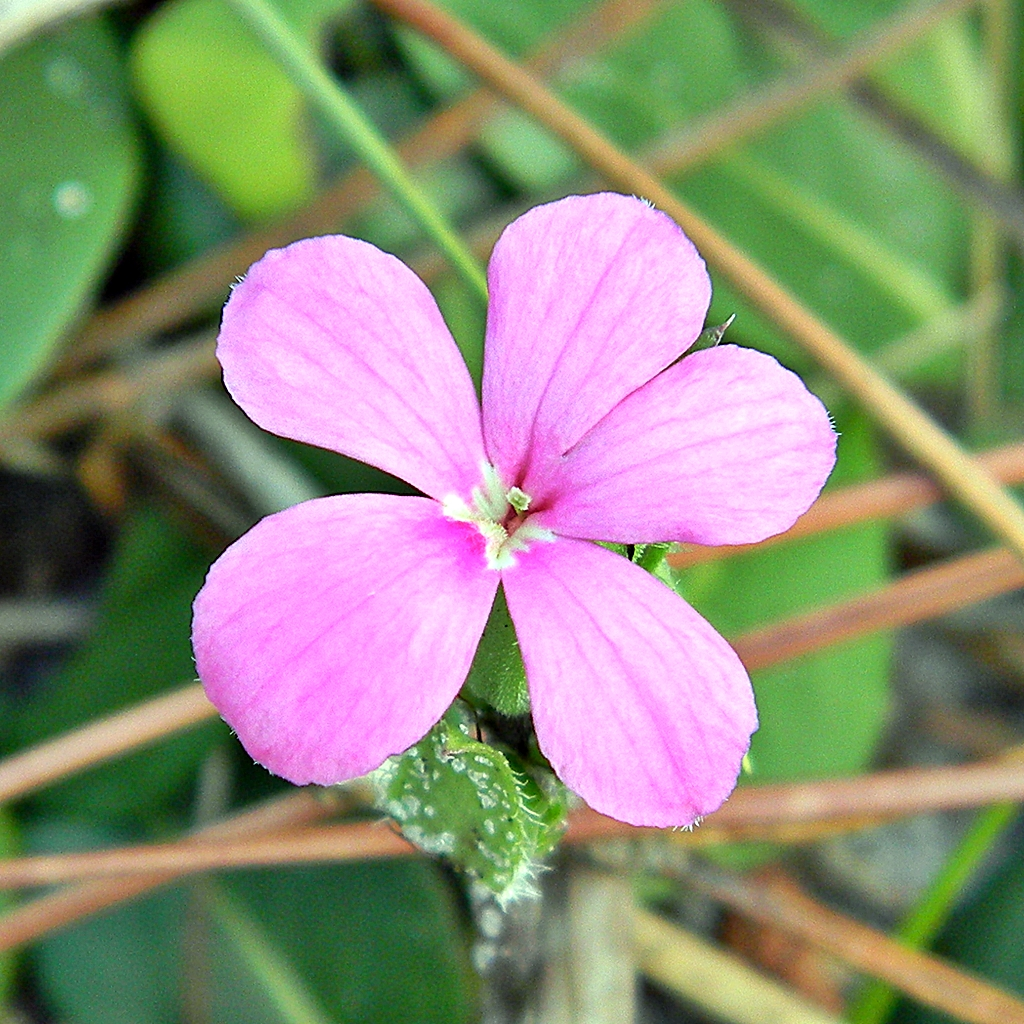